# Appias phoebe
Appias phoebe is een vlindersoort uit de familie van de Pieridae (witjes), onderfamilie Pierinae.
Appias phoebe werd in 1861 beschreven door C. & R. Felder.